# Ивантеевка
Иванте́евка — город (с 1938) в Московской области России, в 13 км к северо-востоку от Москвы, на реке Уче. Входит в городской округ Пушкинский.
Население — 83 941 чел. (2024).

## География
Город расположен к северо-востоку от Москвы, на 31-м километре Ярославского шоссе, в 17 километрах от МКАД, на р. Уча (левый приток Клязьмы) и её притоке Скалбе.
В городе расположена особо охраняемая природная территория федерального значения — основанный в 1936 году Ивантеевский дендрологический парк им. акад. А. С. Яблокова.

## История Ивантеевки
Ивантеевка образовалась из трёх населённых пунктов, по имени одного из которых и называлась в течение долгого времени «село Копнино и Ванте́ево тож». Находящееся поблизости село Новосёлки («Новосёлки Егорьевское тож») было включено в состав г. Ивантеевки в 1958 году.
О происхождении деревни Вантеево, давшей название городу, существуют две версии. По одной из них, основателем Вантеево был Василий Ивантей (Вантей), один из сыновей боярина Андрея Кобылы. По этой версии основание Ивантеевки можно отнести ко второй половине XV века.
Историк-краевед В. С. Белов в актах Троице-Сергиева монастыря, датируемых 1504 и 1563 годами, нашёл упоминание о Григории Вантее и его сыновьях Степане и Мосоле Вантеевых, владевших небольшими поместьями в Московском и Переяславском уездах. По мнению Белова, именно братья Вантеевы основали деревню Вантеево на реке Уче примерно в 1490—1504 годах. Таким образом, если согласиться с этой версией, то поселение, на территории которого возник этот город, образовалось в конце XV или в самом начале XVI века. Впрочем, имя Вантей (одно из производных от Иван) было довольно распространено на Руси, что не могло не отразиться в названиях населённых мест. Только в Московском уезде существовало четыре селения, носивших имя Вантей.
В конце XIX века Н. П. Лихачёв обнаружил в купчей 1576 года (копия которой находилась среди документов Троице-Сергиевой лавры) упоминание о бумажной мельнице (то есть фабрике). При обозначении границ продаваемого земельного участка в качестве ориентира названа существовавшая когда-то бумажная мельница Фёдора Савинова на реке Уче. Вероятно, она была построена по приказу Ивана IV Грозного. Так Ивантеевка вошла в историю развития книгопечатания на Руси.
Известно, что с 1576 по 1628 год деревня Вантеево принадлежала Троицкому монастырю, который отдавал её во владение разным людям. Во второй половине XVII века сельцом владели патриархи: Иосиф, Никон, Иоасаф II, Питирим, Иоаким, Адриан.

### Деревня становится селом
В XVIII веке крестьяне деревни Вантеево занимались земледелием, продажей сена и дров, извозом. В начале века деревню приобрёл купец Афанасий Кузнецов. Построенная Кузнецовым мукомольная мельница положила начало развитию местной промышленности.
Затем деревню приобрели купцы Евреиновы, которые построили три фабрики: парусно-полотняную, бумажную и обойную. Евреиновы покупали для своих фабрик крестьян в разных губерниях и селили их в Вантееве, поэтому численность населения со строительством фабрик значительно возросла.
«В 1736 году купец Евреинов с компаниею из купцов выхлопотал привилегию на открытие в Москве суконной фабрики». В 1745 году Евреиновы построили второе промышленное предприятие — картоно-обойную фабрику. В 1748 году Прасковьей Васильевной Евреиновой была построена первая в деревне православная церковь, деревянная, в честь Казанской иконы Пресвятой Богородицы.
С 1775 по 1791 год сёла Вантеево и Копнино и фабрики принадлежали дворянину Александру Филипповичу Угримову.
В 1791 году коллежский асессор, крупный заводчик Иван Родионович Баташёв приобрёл селения Вантеево и Копнино с тремя фабриками. Управление фабриками и имением он передал жене Елизавете Осиповне (1759—1833). Елизавета Осиповна была дочерью купца 1-й гильдии О. Я. Москвина. Она основала здесь усадьбу.
Елизавета Осиповна владела полотняной и бумажной фабриками в Вантеевке, а также соседним селом Богослово. Писчебумажная фабрика выпускала 22 000 стоп писчей, обёрточной и обойной бумаги в год.
После разделения в 1782 году Московской губернии на 15 уездов село Вантевка административно вошло в границы Московского уезда, оказавшись при этом у самой границы с Богородским уездом.
К началу XIX века деревянный храм обветшал. Елизавета Баташева решила построить рядом со старой новую каменную церковь.
В 1803 году в селе Вантееве прошло освящение закладного камня на месте будущего строительства нового каменного храма. Он предназначался для местных жителей — работников фабрик, принадлежавших Елизавете Осиповне Баташёвой. По заказу Елизаветы Осиповны, получившей разрешение на постройку в Московской духовной консистории, проект будущего храма разработал талантливый московский архитектор Алексей Бакарев (1762—1817), ученик Матвея Казакова. Строительство продолжалось пять лет. К весне 1808 года здание однопрестольной церкви с двухъярусной колокольней было отстроено и освящено во имя Всемилостивого Спаса.
В 1831 году имение Баташёвых вместе с тремя фабриками (парусно-полотняная, бумажная и обойная) было продано к купцу 1-й гильдии И. А. Щёкину. Щёкин построил бумагопрядильную фабрику (в 1843 году на ней насчитывалось около 500 рабочих). Затем бумагопрядильная фабрика перешла к другим владельцам. Писчебумажная фабрика со временем пришла в упадок, а в 1866 году и вовсе сгорела.
В 1868 году австрийский промышленник Иоганн Ципсер основал тонкосуконное производство на месте сгоревших фабрик.
С 1871 году Копнинская тонкосуконная фабрика перешла в собственность купцу И. Т. Лыжину. Фабрика вырабатывала сукно и драп для военного ведомства.
В 1870-х село Вантеево Мытищинской волости было самым крупным селением Московского уезда. В 1873 году проживало 1184 жителя.
Годом раньше, в 1875 году французскому подданному Юлию Ф. Ватреме́ недалеко от фабрики Лыжина было «дозволено содержать на реке Уче красильную фабрику, помещавшуюся в шести каменных корпусах…». По другим данным красильно-аппретурная фабрика для окраски и отделки бумажной пряжи была построена фабрикантом Ишкисом, и позднее была продана фабриканту Ватреме.
Была выстроена красильно-аппретурная фабрика — «Товарищество красильной фабрики Ю. Ф. Ватреме» (основной капитал 800 тыс. руб.) работавшим до этого мастером на фабрике Е. И. Арманда. На фабрике занимались крашением льняной, шерстяной, бумажной и шёлковой пряжи в «андрианопольский» цвет (красный, кумачовый). В день красили около 100 пудов. В 1880 году на фабрике работало 270 человек, в основном приезжие, которые жили в трёх деревянных двухэтажных спальнях (они сохранились до сих пор и находятся за центральной почтой).
В 1880-х годах в селе Вантеево Мытищинской волости было две фабрики:
- Бумаго- и шёлкокрасильная фабрика «Товарищества Ю. Ф. Ватреме» (460 рабочих).
- Суконнопрядильная фабрика «Торгового дома Ив. Лыжина и Сыновья» (320 рабочих).

В 1900 году Ватреме продал фабрику другому французскому промышленнику — Евгению Жилле. Управлял фабрикой его зять Эмиль Ф. Шатен. В 1903 году на фабрике было 750 рабочих. К началу 1910-х годов технология производства устарела, и фабрика перешла на выпуск бархата и шёлка. К 1913 году капитал товарищества на паях составлял 4 000 000 рублей. В годы Первой мировой войны фабрика работала круглосуточно, выполняя военные заказы: выпускала ткани для обмундирования солдат и офицеров, химические ядовитые вещества. К 1916 году на ней трудились 1000 рабочих. Шатен владел фабрикой до 1917 года.
К началу XX века Ивантеевка стала крупным промышленным селом. В 1890 году на фабрике сыновей А. И. Лыжина было 184 рабочих, на фабрике Ю. Ф. Ватреме — 437 рабочих, в 1900-м — соответственно 267 и 748, и в 1908-м — 802 и 952 рабочих.
В 1896 году владельцем тонкосуконной фабрики, после смерти отца, стал московский купец Владимир Александрович Лыжин.
В 1900 году в селе насчитывалось 212 дворов и 1519 жителей, в 1915 году — уже 350 дворов. Село входило во 2-й стан Мытищинской волости. Ивантеевка со всех сторон была окружена лесами. Единственная шоссейная дорога вела в село Пушкино.
Первыми сельскими врачами были Александр Иванович Антонов и А. М. Потапов.
С 1903 по 1904 в селе Вантееве жил вместе с женой Николай Мещеряков. Член Московского комитета РСДРП, а в прошлом народоволец, работал инженером на фабрике Ватреме.

Крестьяне Веневцев, Васильев, Ткачёв, Чавордаев и бр. Камельковы, рабочие фабрики Ватреме, в селе Вантеевке, близ Пушкина, в масленичном разгуле перессорились на почве ухаживания за местной львицей; в свалке убит Чавордаев.— газета «Голосъ Москвы», 19 (06) февраля 1909 года
К 1917 году в селе действовали 2 текстильные, красильно-аппретурная и шерстопрядильная фабрики.

### СССР
В 1918 году большевики сократили количество волостей и переименовали их. Мытищинская волость была названа Пролетарской. Была образована Пушкинская волость, которая включала 6 селений Мытищинской волости.
В феврале 1919 года красильно-аппретурная фабрика была национализирована у Э. Ф. Шатена. Однако в конце 1922 года из-за отсутствия сырья производство остановилось.
В 1926 году фабрика была ликвидирована как красильно-аппретурная и организована Ивантеевская трикотажная фабрика № 12. В октябре 1927 года состоялось торжественное открытие, приуроченное 10-й годовщине Октябрьской революции — фабрику назвали в честь скончавшегося годом ранее Ф. Э. Дзержинского.

#### Рабочий посёлок
С 21 мая 1928 года село стало рабочим посёлком Ивантеевский. В 1929—1930 через посёлок прошла железная дорога Болшево — Ивантеевка (позднее до Фрязино), связавшая его с железнодорожной линией Ярославского направления. В 1931 году в рабочем посёлке вошла в строй хлопкопрядильная фабрика имени Лукина. Все три фабрики составили трикотажный комбинат, на котором в 1931 году было занято 3768 рабочих.
10 апреля 1932 года Президиум ВЦИК постановил «Сел. Ивантеевку включить в черту Ивантеевского рабочего посёлка, Пушкинского района».
К 1933 на фабриках посёлка было занято 6,6 тысячи рабочих.
В 1933 году под руководством академика А. С. Яблокова на площади 27,5 га был заложен селекционный лесопитомник и дендрарий.

#### Город
12 декабря 1937 года вышло постановление Президиума Мособлисполкома, которым рабочий посёлок Ивантеевский был преобразован в город Ивантеевка Пушкинского района, в связи с тем, что здесь «имеется три фабрики с количеством рабочих 11200 человек, а всего население 20540 человек, и что развернувшееся промышленное строительство на фабриках даёт значительное увеличение количества рабочих». 2 февраля 1938 года Михаил Калинин Постановлением ВЦИК РСФСР утвердил это решение. Эта дата считается днём рождения города. Также в 1938 году в состав города вошли рабочие посёлки фабрик и поселения крестьян.
Весной 1938 года по распоряжению властей был закрыт храм Всемилостивого Спаса (Спасская церковь). Впоследствии храм многие годы использовался под склад. Кладбище при храме уничтожили.
С 13 марта 1954 года Ивантеевка — город областного подчинения. В июне был организован Народный суд города Ивантеевка.
В 1958 году 25 сентября по решению Исполкома Мособлсовета в состав города Ивантеевка включено близлежащее село Новосёлки.
В 1970-х годах для Городского историко-краеведческого музея отреставрировали Спасский храм. 21 сентября 1989 года в храме впервые был отслужен водосвятный молебен с акафистом Божией Матери. До закрытия в храме находился особо чтимый Смоленский образ Пресвятой Богородицы, поэтому возвращённый православным храм освятили в честь этой иконы.
В 1978 году построено здание нынешней поликлиники.

### РФ
В 1996 году был принят Устав города.
В 2000 году налоговые отчисления трёх крупнейших городских фабрик (им. Дзержинского, им. Рудой и им. Лукина) стали меньше половины всех отчислений в городскую казну. Ивантеевка, можно сказать, перестала быть городом текстильной промышленности.
Законом Московской области от 25 ноября 2004 года в ходе реформы местного самоуправления город Ивантеевка был наделён статусом городского округа. Площадь территории городского округа с 2010 до 2020 гг. составляла 1459 га, по закону от 2004 года — 1508 га. С 2012 года в собственности города Ивантеевки также находится земельный участок площадью 25,9 га, расположенный к югу от деревни Орлово городского округа Клин, земли которого предназначены для предоставления многодетным семьям и другим льготным категориям граждан, проживающим в городе Ивантеевка.
Законом Московской области от 3 декабря 2020 года Ивантеевка и Красноармейск были объединены с Пушкинским городским округом. В конце 2020 года Ивантеевка была переподчинена городу областного подчинения Пушкино, что дополнительно было подтверждено в январе 2021 года.

## Планировка и архитектура
Городу свойственна разбросанность застройки. Река Уча разделяет город на две части, которые соединяют четыре автомобильных моста. Западная часть — наиболее старая, находится на равнине с изредка сохранившимся сосновым лесом. Восточный район города, выросший в советское время, имеет пересечённый рельеф, с глубоко врезанной долиной реки Скалба и ручьём Песочный. Центральная часть города занята промышленными предприятиями, протянувшимися вдоль реки Уча.
Центром города считается Первомайская площадь. На ней находится администрация города и ДК «Юбилейный». На площади часто ведётся торговля, в день города там проводится праздничный концерт.
В Ивантеевке очень большой ветхий фонд, в городе сохранилось много бараков.

## Население
| 1897    | 1926    | 1931    | 1939    | 1959    | 1967    | 1970    | 1979    | 1986    | 1987    | 1989    | 1992    |
| ------- | ------- | ------- | ------- | ------- | ------- | ------- | ------- | ------- | ------- | ------- | ------- |
| 1200    | ↗4100   | ↗11 800 | ↗22 207 | ↗30 945 | ↗34 000 | ↗35 778 | ↗46 914 | ↗52 000 | ↗53 000 | ↗53 140 | ↘53 000 |
| 1996    | 1998    | 2000    | 2001    | 2002    | 2003    | 2005    | 2006    | 2007    | 2008    | 2009    | 2010    |
| ↘51 400 | ↘51 000 | ↗51 100 | →51 100 | ↗51 454 | ↗51 500 | ↗52 900 | ↗54 300 | ↗55 200 | ↗55 700 | ↗56 412 | ↗58 626 |
| 2011    | 2012    | 2013    | 2014    | 2015    | 2016    | 2017    | 2018    | 2019    | 2020    | 2021    | 2023    |
| ↘58 600 | ↗61 481 | ↗63 596 | ↗66 695 | ↗69 265 | ↗72 023 | ↗74 497 | ↗76 612 | ↗79 346 | ↗81 254 | ↗82 827 | ↗83 725 |
| 2024    |         |         |         |         |         |         |         |         |         |         |         |
| ↗83 941 |         |         |         |         |         |         |         |         |         |         |         |

На 1 января 2025 года по численности населения город находился на 196-м месте из 1124 городов Российской Федерации.

## Власть и политика

### Местное самоуправление
Органами и должностными лицами местного самоуправления в городе (формально — в городском округе) Ивантеевке до декабря 2020 года являлись:
- Совет депутатов (представительный орган муниципального образования);
- глава (высшее должностное лицо);
- администрация (исполнительно-распорядительный орган муниципального образования);
- контрольно-ревизионная комиссия[56].

Совет депутатов состоял из 20 депутатов, избираемых сроком на пять лет. В октябре 2018 года были приняты изменения в Устав, изменившие систему выборов на пропорциональную (по партийным спискам). При распределении мандатов процентный барьер составляет 5 %. 8 сентября 2019 года выборы депутатов 6 созыва пройдут этой системе.
В сентябре 2011 года депутаты городского совета единогласно приняли поправки в Устав, изменив систему выборов на смешанную (10 по по партийным спискам, а 10 по по одномандатным округам). Однако в феврале 2014 года были приняты изменения в Устав, изменившие систему выборов на мажоритарную (по 20 одномандатным избирательным округам). В итоге выборы депутатов 5 созыва, состоявшиеся 14 сентября 2014 года, прошли по мажоритарной системе.
Организацию деятельности Совета депутатов осуществлял председатель, избираемый депутатами из своего состава. Депутаты осуществляли свои полномочия, как правило, на непостоянной основе.
Глава являлся высшим должностным лицом местного самоуправления. С 2018 года глава избирался депутатами Советом депутатов из числа кандидатов, представленных конкурсной комиссией по результатам конкурса, путём открытого либо тайного голосования большинством голосов от установленной численности депутатов. Срок полномочий 5 лет. 14 сентября 2014 года состоялись последние прямые выборы главы.
Глава городского округа возглавлял администрацию города и формирует её состав, участвовал на заседаниях Совета депутатов с правом совещательного голоса.
Администрация города являлась исполнительно-распорядительным органом местного самоуправления. Состояла из муниципальных служащих, замещающих должности муниципальной службы (заместителей главы администрации города Ивантеевки, председателей комитетов, начальников отделов, а также других специалистов, включённых в Единый реестр муниципальных должностей и должностей муниципальной службы в Московской области). Деятельностью администрации руководил глава города.
Контрольно-ревизионная комиссия города образовывалась в целях контроля за исполнением местного бюджета, соблюдением установленного порядка подготовки и рассмотрения проекта местного бюджета, отчёта о его исполнении, а также в целях контроля за соблюдением установленного порядка управления и распоряжения имуществом, находящимся в муниципальной собственности. Комиссия состояла из одного специалиста, который назначался на должность решением городского Совета депутатов сроком на пять лет, был подотчётен и подконтролен ему же.

### Судебная власть
Судебную власть в городе осуществлял Ивантеевский городской суд. Суд входил в систему судов общей юрисдикции и занимал положение второго звена этой системы (выше мировых судей, но ниже судов уровня Московской области и Верховного Суда РФ).

### Политика
В течение 18 лет, с 1991 по 2009 год городом Ивантеевка руководила Елена Васильевна Суханова. В 1990 году она была избрана председателем Ивантеевского городского Совета депутатов. В ноябре 1991 года должны были пройти выборы глав местной администрации (на основании Закона «О выборах главы администрации» от 24 октября 1991 года). Однако в ноябре 1991 года было принято решение, что главы местной администрации будут назначаться соответствующим главой вышестоящей администрации (в соответствии с постановлением V (внеочередного) Съезда народных депутатов РФ от 1 ноября 1991 года «Об организации исполнительной власти в период радикальной экономической реформы» и принятым на его основе Указом Президента РФ от 25 ноября 1991 года «О порядке назначения глав администрации»). Таким образом в декабре 1991 года глава администрации Пушкинского района назначил Е. В. Суханову на должность главы администрации города Ивантеевки (входившего тогда в Пушкинский район). В 1996 году Е. В. Суханова была избрана главой города, повторно переизбиралась в 2000 и в 2003 годах (в 2003 году — 63,04 % голосов при явке 51,00 %). Е. В. Суханова возглавляет местное отделение партии «Единая Россия».
В марте 2009 года Е. В. Суханова была избрана в городской Совет депутатов, став председателем Совета.
На выборах главы города в марте 2009 года победил Сергей Геннадьевич Гриднев (партия «Единая Россия»), за которого проголосовало 44,40 % принявших участие в голосовании или 16,4 % всех избирателей. Также был избран Совет депутатов города Ивантеевки четвёртого созыва. В выборах приняло участие 37 % избирателей. В 2014 году на выборах Главы города за Гриднева С. Г. проголосовало более 73 процентов избирателей.
С декабря 2016 года по ноябрь 2018 года главой города была Елена Владимировна Ковалева (партия «Единая Россия»).
С 27 декабря 2018 года по 3 декабря 2020 года главой города был Красноцветов Максим Валерьевич (партия «Единая Россия»).

## Геральдика

### Герб
| Герб города    | Герб города    | Герб города        |
| -------------- | -------------- | ------------------ |
|                |                |                    |
| с 1984 по 1992 | с 1992 по 1998 | с 1998 по сей день |

За свою историю Ивантеевка сменила три герба. Первый был утверждён в 1984 году и представлял собой геральдический щит, на котором изображена бобина ниток на красном поле, ель на зелёном поле и шестерня на белом поле.
Автором второго герба, утверждённого 30 июля 1992 года, стал главный архитектор города В. В. Губский, который выполнил его по правилам конца XVIII века: геральдический щит, верхнюю половину которого занимает герб Московской области, в нижней половине на серебряном поле лазуревая волнистая перевязь слева, представляющая реку Уча, в реке золотое мельничное колесо.
Третий герб, который был утверждён 20 июля 1998 года, стал доработкой герба от 1992 года Союзом геральдистов России для внесения его в Государственный геральдический регистр РФ. Официальное описание герба: «В серебряном поле лазоревая (синяя, голубая) волнистая перевязь справа, в которую справа погружено золотое мельничное колесо». Герб внесён в Государственный геральдический регистр под № 318.

### Флаг
Флаг повторяет композицию герба города. Официальное описание флага: «Прямоугольное двустороннее полотнище с соотношением ширины к длине 2:3 белого цвета с голубой волнистой перевязью справа, в которую слева погружено жёлтое мельничное колесо». Флаг внесён в Государственный геральдический регистр РФ под № 319.

## Экономика

### Промышленность
На 2008 год промышленный комплекс города составляли 15 «крупных и средних» и более 50 «малых» промышленных предприятий. Вся промышленная деятельность в городе соответствует двум видам деятельности:
- обрабатывающие производства (Ивантеевский бетонный узел — ООО «СтройГрадБетон», ЗАО «Джорджия-Пасифик», ЗАО «Совокрим», ОАО «Хухтамаки С. Н. Г.», Ивантеевский завод железобетонных конструкций — филиал ОАО «Элеваторспецстрой», филиал предприятие подсобных производств ЗАО «Мособлстрой № 20», ООО «ИНТ», сервисный металлоцентр (ООО «Старпром»), завод по производству компонентов для систем электрообогрева ООО ОКБ «Гамма».
- производство и распределение электроэнергии, газа и воды (муниципальные предприятия коммунального комплекса и ЗАО «ИТ Энергосбыт».

Прочие крупные предприятия города: ОАО «Ивантеевский хлебокомбинат», ГУП МО «Мострансавто» — автоколонна № 1789, ОАО «ЦНИП СДМ», ФГУП «Центрлеспроект».
Предприятия текстильной отрасли, в прошлом градообразующие: ЗАО «Ивантеевский трикотаж», ОАО «Ивантеевская тонкосуконная фабрика», ОАО «Ивнить», а также завод специальной технологической оснастки (бывший литейно-механический) — опытный завод НИИ тракторно-сельскохозяйственного машиностроения — в настоящее время бездействуют.
В Ивантеевке ведут деятельность несколько компаний, которые занимаются продажей металлопроката. В городе расположен производственно-складской комплекс Управляющей холдинговой компании «Королёвский трубный завод», склады компаний «Московский дом металла», «Специализированная база комплектации» (на территории завода «Ивантеевский Элеватормельмаш», «ЮниСтальПром», компании «Монтажстрой», «СБК Фирма».
В городе расположена известная российская крафтовая пивоварня Victory Art Brew, сорта которой стабильно занимают высокие места в пивных рейтингах.

### Строительство
В 2008 году было введено в эксплуатацию 64,9 тыс. квадратных метров высотного и 7,7 тыс. индивидуального жилья.
В городе много объектов обманутых дольщиков. Один из объектов на Колхозной улице строился в течение 9 лет с 2001 года по 2010.
- Жилой дом «Атриум», улица Новая Слобода, д. 1, начало строительства 2004 год, застройщик ООО «Ваши окна» (дом готовится к сдаче осенью 2011 г.)
- Жилой комплекс «Виктория», улица Толмачёва, д. 1/2, застройщик ЗАО «КОПстройсервис»
- Жилой дом, Хлебозаводская улица
- Жилой квартал («Зелёный квартал») с многоэтажными домами и таунхаусами по Пионерской улице, д. 11 (строительство с 2003 по 2009 год), д. 10, застройщик ЗАО «Эллин-Эстейт», ООО «Ваши окна»

В 2009—2010 годах начато строительство многоквартирных домов по улицам Новая Слобода, Колхозной, Трудовой, Новосёлки-Слободка, Рощинской, а также 2-й очереди по Луговой улице.

### Торговля
В городе работают магазины розничной торговли сетей: «Эльдорадо», «Веста», «Копейка», «Магнит», «Пятёрочка», «Дикси», «Анастасия», «Перекресток».
30 марта 2013 г. состоялось открытие крупного торгово-развлекательного центра «Гагарин», где разместились такие известные сети как МакДоналдс, M.Видео, Zolla, Yves Rocher, Gloria Jeans, InCity, O’Stin, Ригла, Centro, Планета Суши, Иль Патио и другие.

### Финансовая сфера
В городе работают филиалы нескольких банков. Среднерусский банк Сбербанка России имеет 5 дополнительных офисов, по одному отделению имеют коммерческие банки «Алтайэнергобанк», «Возрождение», «ОПМ-Банк», «Вега-банк», «ВТБ24» .

### Социальная сфера
В городе работает много детских центров. Среди них центр для детей инвалидов «Радость моя» и
Частный детский сад «Гнёздышко».

### Туризм
В городе работают:
отель «Музеон», г. Ивантеевка, ул. 1-я Нижняя, дом 29,
отель «Ивантеевская», г. Ивантеевка, Фабричный проезд, дом 10.

## Транспорт
Вблизи города проходит федеральная автомобильная дорога М8 «Холмогоры» (Ярославское шоссе), которая связывает Ивантеевку с городами Королёв, Мытищи и Москва на юго-западе и Пушкино, Хотьково, Сергиев Посад, Переславль-Залесский, Ростов, Ярославль, Вологда, Вельск, Архангельск и Северодвинск на северо-востоке.
Также через город проходит Фрязинская ветка Ярославского направления Московской железной дороги — станции Ивантеевка-2, Ивантеевка, Детская на ветке Болшево — Фрязино от линии Москва — Ярославль.
Дороги в Москву сильнее всего загружены с утра и до трёх-четырёх дня. Есть выраженный дневной час пик, который по загруженности не намного уступает утреннему.
Обслуживание дорог города осуществляют две подрядные организации: Пушкинский Автодор и «АБЗ Линт».

## Общественный транспорт
Основной автобусный перевозчик в Ивантеевке и Пушкинском районе — Автоколонна 1789 (филиал ГУП Московской области «Мострансавто»).
Маршруты:
- 1 (пл. Ивантеевка-2 — сан. «Ивантеевка»)
- 4 (м-н «Арго» — Универмаг)
- 6 (м/р Детская — ул. Заводская)
- 8 (мкр. Голландский квартал)
- 22 (ст. Пушкино — Ивантеевка (м/р Детская))
- 40 (ст. Пушкино — Ивантеевка — ст. Щёлково)
- 41 (ст. Пушкино — сан. Ивантеевка)
- 47 (ст. Пушкино — Ивантеевка — Левково)
- 316 (Ивантеевка (м/р Детская) — Москва (м. ВДНХ)

## Образование
В городе 17 дошкольных образовательных учреждений, 2 гимназии, 5 средних общеобразовательных школ и 1 образовательный центр. Кроме того есть школа искусств и музыкальная школа (впоследствии объедены).
До 2018 года действовал Ивантеевский детский дом — муниципальное образовательное учреждение для детей-сирот и детей, оставшихся без попечения родителей.
Среднее профессиональное образование можно получить в Московском политехническом университете (Ивантеевский филиал) и Межрегиональный центр компетенций — Техникум имени С. П. Королева (Профессиональном училище № 130).
Ранее в городе было два высших учебных заведения — филиал Российского государственного социального университета (ликвидирован, здание передано МОУ СОШ № 8 в 2015 году) и НОУ Московский областной институт управления и права (аккредитация аннулирована в 2020 году).
В Ивантеевке находится учебный центр ГИБДД ГУВД по городу Москве.

## Наука
В 1933 году под руководством выпускника Ленинградской лесотехнической академии А. С. Яблокова (позднее, с 1956 года, академик ВАСХНИЛ) был заложен селекционный Ивантеевский Лесной питомник и дендрарий.
На базе Московского государственного университета леса была создана лаборатория им. А. С. Яблокова.
Ныне Ивантеевский лесной селекционный опытно-показательный питомник (почти 250 га) и Ивантеевский дендрологический парк им. академика А. С. Яблокова входят на правах самостоятельных юридических лиц в ФГУ «Научно-производственный центр лесного семеноводства» (Центрлессем), расположенное в Пушкино.
Ивантеевский дендрологический парк имени академика А. С. Яблокова входит в перечень особо охраняемых природных территорий Федерального значения. Однако его охранная зона не определена.
В 2009 и 2010 году администрация города Ивантеевки объявила конкурсы по продаже значительной территории Ивантеевского лесопитомника под застройку. Около 110 тысяч квадратных метров бывших территорий лесопитомника планируется использовать под малоэтажное строительство.
Особое конструкторское бюро «Гамма» занимается научной деятельностью в области электротехники. В 2019 году коллектив предприятия удостоен премии им. М. О. Доливо-Добровольского Академии электротехнических наук за реализацию проекта «Разработка электропроводящих пластмасс и саморегулирующихся нагревательных кабелей на их основе».

## Культура
На центральной площади города находится дворец культуры «Юбилейный» со зрительным залом на 700 мест, лекторием и танцевальным залом.
Работает культурно-досуговый центр «Первомайский» (с 2017 года — Центр культуры и искусств им. Л. Н. Кекушева), городской историко-краеведческий музей, муниципальный театр, выставочный зал и зал искусств.
В 1991 году в Ивантеевке была создана централизованная библиотечная система. 18 апреля 2001 года Центральной библиотеке было присвоено имя актёра и писателя Ивана Горбунова. В 2002 году в библиотеке был открыт кабинет-музей писателя.
В 1970 году была открыта детская музыкальная школа.

## Жилищно-коммунальное хозяйство
Муниципальные унитарные предприятия:
- управление городского хозяйства
- комбинат коммунального хозяйства и благоустройства

В городе работают девять управляющих компаний.
Сбор и вывоз мусора осуществляет ООО «Дорстройэкология».

### Электроэнергия
Передачей и распределением электроэнергии в пределах городского округа Ивантеевка занимается МУП «Ивантеевские электросети». Предприятие является клиентом ОАО «Энергосбытовая компания Московской области».

### Водоснабжение
Поставкой воды для города занимается МУП «Ивантеевский водоканал».

### Отопление
МУП «Ивантеевская теплосеть»

### Газ
Природный газ в город поставляет предприятие «Мытищимежрайгаз» — филиал государственного унитарного предприятия Московской области «Мособлгаз». Распределением газа в городе занимается Королевская ремонтно-эксплуатационная служба АО «Мособлгаз» «Мытищимежрайгаз».

## Здравоохранение
Муниципальную лечебную сеть Ивантеевки, учреждения которой входят в систему обязательного медицинского страхования, составляют:
- многопрофильная Ивантеевская центральная городская больница на 400 круглосуточных коек и 45 дневного пребывания (в том числе детский стационар на 40 круглосуточных коек и 10 дневного пребывания);
- городская поликлиника на 600 посещений в смену;
- детская больница;
- детская поликлиника на 400 посещений в смену;
- стоматологическая поликлиника на Школьной улице;
- больничная аптека[79].

Кроме того в городе работают несколько частных стоматологических клиник.
На территории города расположен детский психоневрологический санаторий на 100 коек и ЗАО «Санаторий Зелёная роща» (бывший противотуберкулёзный санаторий «Зелёный Бор» Министерства здравоохранения Московской области).
Государственным ветеринарным учреждением, обслуживающим животных, находящихся на территории города Ивантеевки, является Пушкинская районная станция по борьбе с болезнями животных.

## Экстренные службы
В городе действует одна пожарная часть:
- № 76 государственного учреждения 28-го пожарно — спасательного отряда Федеральной противопожарной службы Государственной противопожарной службы Главного управления МЧС РФ по Московской области[81].

## Связь

### Телефонная сеть
Городскую телефонную сеть обслуживают компании:
- ОАО «Ростелеком»
- ЗАО «ИнжиНэт+»
- ООО «Универсум бит»
- ООО «Универсум телеком»

### Почта
В городе четыре отделения Почты России (Управление федеральной почтовой связи Московской области, Пушкинский Почтамт).
- 141280 г. Ивантеевка, ул. Дзержинского, д. 4
- 141281 г. Ивантеевка, Хлебозаводская ул., д. 43
- 141282 г. Ивантеевка, ул. Толмачёва, д. 2
- 141284 г. Ивантеевка, ул. Победы, д. 4

### Телевидение
В городе услуги кабельного телевидения предоставляет компания ООО «Ивантеевские кабельные сети». В числе транслируемых каналов присутствует канал городского телевидения (канал ИТВ).

### Интернет
В городе существуют несколько интернет-провайдеров, предоставляющих доступ в локальные сети и интернет по выделенным линиям:
интернет-провайдер «Смайл», ООО «Ивантеевские телекоммуникации», ООО «Ивстар», IvLAN (ООО «ИвЛАН — Интернет провайдер»), ООО «Универсум бит», ООО «Универсум телеком», ЗАО «ИнжиНэт +», ООО «НьюЛайн».
Доступ в интернет через ADSL и коммутируемый доступ предоставляет телекоммуникационная компания ОАО «ЦентрТелеком».
В конце 2008 года компания «Яндекс» открыла в городе дата-центр. В ивантеевском дата-центре разместилось более 7 тысяч серверов. Площадь составила 2500 м², подведённая мощность — 4 МВт. Ивантеевский дата-центр соединён с собственным московским оптическим кольцом Яндекса.
С ноября 2009 года город вошёл в зону покрытия WiMAX от Yota.

## СМИ
- Ивантеевское телевидение: официальные новости Ивантеевки (ООО «Ивантеевка — ТВ»)[84]
- Газета «Пульс Ивантеевки» — Государственное учреждение Московской области «Ивантеевское информационное агентство Московской области»[85]
- «Ивантеевка Сегодня» — новости Ивантеевки[86]
- «Электронная Ивантеевка»[87]
- Молодёжная телестудия «Наше Время»

## Спорт

### Спортивные сооружения
В Ивантеевке имеется стадион «Труд», в составе которого — спортивный зал, лыжная база, хоккейная коробка, комплексная спортивная площадка (теннисный корт) и площадка ВФСК «Готов к труду и обороне (ГТО)». Помимо матчей любительских футбольных команд в 1990-х годах на стадионе «Труд» проходили матчи уровня ПФЛ.
Шахматный клуб «Ладья» открыт 6 августа 1981 года (в церемонии открытия клуба приняли участие советский шахматист Карпов А. Е. и лётчик-космонавт Иванченков А. С., после церемонии открытия клуба «Ладья» во Дворце культуры «Юбилейный» состоялась пресс-конференция, на которой Карпов А. Е. рассказал о подготовке к матчу за звание чемпиона мира по шахматам с Корчным В. Л. в Мерано (Италия)).
В феврале 2009 года был открыт Дворец спорта «Олимп», который включает в себя универсальный спортивный зал (размером 24х48 м) с трибунами на 840 мест, два бассейна для детей и взрослых, залы для занятий аэробикой, борьбой, настольными играми и тренажёрный зал.
С апреля 2016 года работает Ледовый спортивный комплекс «Лидер» с ледовой ареной и тренажёрным залом.
В 2018 году в Городском парке установлен скейт-парк.

### Спортивные и молодёжные клубы
В городе имеется детско-юношеская спортивная школа, в которой проводятся тренировки по 10 видам спорта (720 учащихся в 2018 году).
Функционируют спортивные клубы: «Ладья» (шахматы), «Легион» (футбол), «ИХМ» (хоккей с шайбой), «Динамо-Ивантеевка» (дзюдо и художественная гимнастика), «СПЕКТР» (тхэквандо), «Айкикай» (айкидо), «Снабог» (восточные боевые единоборства) и др.
Работает учреждение адаптивной физической культуры — физкультурно-оздоровительный клуб инвалидов «Ахиллес».
В городе действует молодёжная общественная организация «ИМпульс». При её поддержке проводятся регулярные молодёжные мероприятия, в нулевые и начале десятых лет функционировал кружок КВН, действует клуб исторической реконструкции и другие.
В 2004 году был организован клуб исторической реконструкции «Северный страж», занимающийся воссозданием быта и военного дела Новгорода XIV века. Клуб постоянно выезжает на фестивали ИР «Куликово поле», «Битва на Воже» и многие другие в центральном регионе.
Клуб интеллектуальных игр был открыт в 1999 году. Команды клуба участвуют в турнирах масштаба как области, так и страны. В 2011—2013 годах школьная сборная Ивантеевки по результатам чемпионата области получила право на участие в школьно-юношеском чемпионате России (где вошла в двадцатку в 2011 и 2013 годах, а в 2012 году — в семёрку). Студенческая команда в 2012 году заняла место в тридцатке очного чемпионата страны, в 2013—2014 годах участвовали уже две команды. С 2013 году представители Ивантеевки принимают участие во взрослом чемпионате России, где входят в 30-40 лучших команд страны. В активе команд клуба — неоднократные призовые места ежегодных областных соревнований, в том числе победы на Кубке области в 2014 году.

## Общество
В сентябре 2005 года в городе было открыто новое здание ЗАГСа.

### Религия
В городе действуют две церкви Русской Православной Церкви, относящиеся к Ивантеевскому благочинию Московской епархии:
- Георгиевская церковь (1890-ее)
- Церковь Смоленской иконы Пресвятой Богородицы (1803—1808, архитектор А. Н. Бакарев[93])[94]

Также действует церковь Евангельских христиан-баптистов Российского союза евангельских христиан-баптистов.

### Кладбища
В черте городского округа Ивантеевка действующих кладбищ нет. Новосёлковское кладбище, расположенное немного восточнее платформы Ивантеевка, закрыто для захоронений.
Ближайшие кладбища:
- Кавезинское (Ивантеевское) кладбище
- межмуниципальное Невзоровское кладбище

### Преступность
В городе преобладают административные нарушения. Имеют место редкие случаи грабежей квартир, ограбление граждан в тёмных переулках.
В 2007 году в Ивантеевке зафиксирован рост преступности на 34 %. Было несколько «громких» убийств.
В июле 2008 года в городе был похищен замгендиректора московского бизнес-клуба «Тропикана».
В начале октября 2010 года был задержан учитель-педофил, который надругался над 9-летним мальчиком в городе Ивантеевка, а в апреле — над его 11-летним соседом.
В 2008—2010 годы в городе неоднократно закрывались подпольные производства по пошиву одежды под различными торговыми марками известных брендов, в том числе с символикой SOCHI-2014. Пошивом одежды занимались нелегальные рабочие из Вьетнама.
5 сентября 2017 года в ивантеевской школе № 1 девятиклассник напал на учительницу с тесаком, затем начал стрелять из пневматики и привёл в действие самодельные взрывпакеты; помимо учительницы, травмы получили три ученика, в панике выпрыгнувшие из окна.

## Достопримечательности
- Георгиевская церковь (1737 год)
- Церковь Смоленской иконы Пресвятой Богородицы (1808 год)

До 2008 года к достопримечательностям города относилась дом-дача Лыжина. Особняк был построен в 1902 году фабрикантом и меценатом В. А. Лыжиным предположительно по проекту архитектора Л. Н. Кекушева. Особняк был выполнен в стиле модерн, включал элементы традиционного русского деревянного зодчества и современной архитектуры. Кекушев создал в Ивантеевке не только дом-дачу в стиле модерн для семьи промышленника, он разработал целый градостроительный комплекс, в составе которого дом для служащих, жилая фабричная казарма, производственный корпус Тонкосуконной фабрики и ворота с башенками. С сентября 2005 года в особняке размещался ресторан «Усадьба». В феврале 2008 года в ресторане произошёл пожар, здание полностью сгорело.

### Скульптура и памятники
20 июня 2011 года рядом с территорией Георгиевской церкви был открыт памятник жертвам политических репрессий — строителям канала Москва — Волга. Автор идеи памятника, инициатор его создания и установки — журналист из Пушкино Григорий Борисович Китайгородский. Памятник создан под руководством архитектора В. В. Губского. Памятник установлен на подлинном месте, где хоронили умерших каналармейцев. Место общей могилы было определено по воспоминаниям бывших охранников лагеря.

## Ивантеевский историко-краеведческий музей
Ивантеевский историко-краеведческий музей открыт 26 декабря 1992 года с частичным использованием фондов народного музея, существовавшего в городе с 1963 года до начала 1990-х годов и располагавшегося в здании начального земского училища в Новосёлках. В начале 90-х музей переведён в новое здание. Сбор материалов для историко-краеведческого музея был начат в 1956 году по инициативе группы ветеранов революции, труда и Великой Отечественной войны, при поддержке Ивантеевского городского совета депутатов трудящихся.
Основной фонд историко-краеведческого музея Ивантеевки составляет более 19 000 единиц и, в основном, состоит из документов и фотографий, посвящённых истории города. В связи с тем, что город промышленный, большая часть фондов отражает историю фабрик, заводов, лесопитомника. Современная экспозиция трёх залов музея, занимающих площадь около 200 м², отражает историю города Ивантеевки с древнейших времён до наших дней. В ней рассказывается о бумажной мельнице, построенной на реке Уче в середине 16 века, об основателях тонкосуконной и трикотажной фабрик, о строительстве тонкопрядильной фабрики, передовиках производства города. Особое место в экспозиции занимают материалы об известном писателе и актёре родом из Ивантеевки И. Ф. Горбунове, лётчике-космонавте, дважды Герое Советского Союза А. И. Иванченкове, героях и ветеранах периода Великой Отечественной войны, героях мирного времени, творческих людях и почётных гражданах города. В экспозиции историко-краеведческого музея Ивантеевки отражены все сферы и направления общественно-политической и культурной жизни города: здравоохранение, образование, строительство и благоустройство города, работа творческих коллективов и т. д. Украшением музея являются картины ивантеевских художников и макеты резчика по дереву И. В. Митикова, Почётного гражданина города: макет водяной мельницы, ветряной мельницы, Духовской церкви Троице-Сергиевой лавры, Суздальского музея деревянного зодчества, Преображенского собора в Кижах и других храмов Русского Севера. Сотрудники музея проводят экскурсионную, выставочную, научно-исследовательскую, учётную и массовую работу. В центре города находиться памятник не вернувшимся с войны.

## Мероприятия, проводимые в городе
- ежегодно во вторую субботу сентября отмечается день города.
- в мае 2010 года Ивантеевка была одним из нескольких подмосковных городов, участвовавших в проведении Девятых молодёжных Дельфийских игр России[104].
- в ноябре 2010 года город участвовал в проведении XIV открытого фестиваля телекомпаний Подмосковья «Братина».
- на рубеже мая и июня проходит крупнейший в регионе открытый турнир по интеллектуальным играм с участием сильнейших команд Москвы, области, всей страны, игроков телевизионного клуба.

## Ивантеевка в искусстве и культуре
В городе снимались сцены из фильмов:
- Место встречи изменить нельзя (1979)
- Визит к минотавру (1987)
- Мечты идиота (1993)
- Гоп-стоп (2011)
- Бумер. Фильм второй (2006)
- Склифосовский (2012)
- Балабол (2013)
- Яга. Кошмар тёмного леса (2020)

## Города-побратимы
- Светлогорск, Беларусь
- Оршанский район Витебской области, Беларусь (с апреля 2018 года)